# Nemaskovatelné přerušení
Signál NMI (Non-maskable interrupt) neboli nemaskovatelné přerušení je speciální přerušovací signál mikroprocesoru (CPU) nebo jakéhokoli systému, který využívá paměť. Je určen k tomu, aby informoval systém o katastrofických dějích, které je nutné obsloužit neprodleně. Příkladem je chyba parity paměti nebo vykonání části programu, která se nedá odložit.
V systému přerušení má toto přerušení nejvyšší prioritu a nelze ho zakázat. Mimo systém přerušení má však ještě vyšší prioritu DMA (Direct Memory Access), tj. požadavek na přímý přístup do paměti, kdy následně CPU předá sběrnici systému pro přenos dat z jedné oblasti paměti do jiné (přesun dat). Během této operace však procesor nemá přístup k paměti. Zcela nejvyšší prioritu pro CPU má signál Reset, který inicializuje celý systém.